# یواس‌اس ونچر (اس‌پی-۶۱۶)
یواس‌اس ونچر (اس‌پی-۶۱۶) (به انگلیسی: USS Venture (SP-616)) یک کشتی بود که طول آن ۸۰ فوت ۰ اینچ (۲۴٫۳۸ متر) بود. این کشتی در سال ۱۹۱۶ ساخته شد.